# Villarías
Villarías es una localidad y una Entidad Local Menor situada en la provincia de Burgos, comunidad autónoma de Castilla y León (España), comarca de Las Merindades, partido judicial de Villarcayo, municipio de Villarcayo de Merindad de Castilla la Vieja.

## Geografía
En la vertiente mediterránea de la provincia bañada por el río Nela por su margen izquierda. Situado a 4 km de Villarcayo, cabeza de partido, y a 74 km de Burgos.

## Historia
Villa perteneciente al partido de Castilla la Vieja en Laredo, jurisdicción de señorío ejercida por el Marqués de Villarías, quien nombraba su alcalde ordinario.
A la caída del Antiguo Régimen queda constituido en ayuntamiento constitucional, denominado Villarías, en el partido de Villarcayo perteneciente a la región de Castilla la Vieja, contaba entonces con 11 hogares y 42 habitantes. Posteriormente queda agregado al ayuntamiento constitucional de Aldeas de Medina, en el partido de Villarcayo perteneciente a la región de Castilla la Vieja. En el año 1901 se incorpora al municipio de Merindad de Castilla la Vieja.

## Demografía
En 1843 pertenecía al partido de Villarcayo y contaba con 42 habitantes. En el censo de 1950 contaba con 763 habitantes, reducidos a 1 en el padrón municipal de 2007.

## Comunicaciones
Carretera: Local BU-V-5604 de acceso que parte de la autonómica BU-620 que comunica Villarcayo con Medina de Pomar.

## Patrimonio
Palacio de los Arce, interesante casa armera de grandes dimensiones.
El 11 de febrero de 1011, los condes Sancho García y Doña Urraca, donan una serie de lugares entre los cuales se encuentra Villarias (Villa de Ares) que pasa manos de Don Fernando Sánchez de Velasco.
En 1395 los Condes de Arce se instalan en Villarias y obtienen la autorización del Rey Enrique III para convertir la Casa Fuerte de Villarias en Mayorazgo. El Mayorazgo es indivisible y se transmitirá por vía sucesoria, que fue el factor decisivo para vascular a los Arce villarias.
En 1739 el rey Felipe V nacido en Versalles y nieto de Luis XIV, instituyó el marquesado, después de que su ministro Don Sebastián de la Cuadra Caballero de Santiago, le consiguiera la propiedad de Marqués de Villarias.
En 1752 se instala en el lado derecho de la casa Domingo Martínez, en este año Villarias tuvo la visita del Arzobispo de Burgos para confirmar el libro de bautizos. La familia Martínez habitó en ella hasta 1970, cuando los herederos del Marqués de Villarias venden la propiedad. Hoy la construcción está dedicada a Bar-Restaurante.
Escudo de la Casona de Villarias
Cinco flores de lis de azur en campo de plata, puestas en sotuer. Bordura flanqueada de plata y gules en dos órdenes. Estas armas son iguales a las Casas de Arce (Espinosa, Medina de Pomar, la casa de Barrio Berrueza del Campo, Burgos, Reinosa, Valle del Carrido, Cantabria, Asturias, Bilbao, Álava, Galicia, Cáceres, Murcia y Navarra).

## Parroquia
Iglesia católica de San Cristóbal dependiente de la parroquia de Medina de Pomar en el Arciprestazgo de Medina de Pomar, diócesis de Burgos.
Gracias al Monasterio de Oña pudo construirse la Iglesia Parroquial de Villarias, en la que destaca el ábside románico oniense (de Oña (Burgos)).
Durante el siglo XIII estaba regentado por clérigos denominados ábades.
El 5 de abril de 1997 volvió a celebrarse misa en este templo tras una restauración. A esta celebración acudió el Arzobispo de Burgos D. Santiago Martínez Acebes.

## Instalaciones deportivas
Cuenta con un campo de golf de 9 hoyos diseñado por el golfista español Manuel Piñero. Inaugurado en 1996 está situado en un entorno paisajístico de gran belleza;
junto a la iglesia románica (s. XII), y la Casa Palacio del Marqués de Villarías.